# Mark Kratzmann
Mark Kratzmann (* 17. Mai 1966 in Murgon, Queensland) ist ein ehemaliger australischer Tennisspieler.

## Karriere
Kratzmann wurde am Australian Institute of Sport unter anderem von den Tennislegenden Tony Roche und John Newcombe ausgebildet. Er gewann 1983 mit Doppelpartner Simon Youl die Juniorenwettbewerbe der French Open und von Wimbledon. Im Jahr darauf gewann er bei den Junioren mit Mike Baroch auch den Doppeltitel der Australian Open. 1984 siegte er bei den Juniorenwettbewerben der Australian Open, von Wimbledon und der US Open und eroberte Platz eins der Junioren-Weltrangliste.
1984 wurde er Tennisprofi und erreichte das Viertelfinale des Challenger-Turniers von Perth. Seinen ersten Doppeltitel auf der ATP World Tour gewann er an der Seite von Kim Warwick in Cincinnati. 1994 gewann er mit seinem Bruder Andrew in Adelaide sein letztes Doppelturnier auf der ATP World Tour. Insgesamt gewann er in seiner Karriere, unter anderem mit Wally Masur und Darren Cahill, 18 ATP-Doppeltitel, darunter das Masters-Turnier in Cincinnati sowie drei Turniere der ATP International Series Gold. Weitere zwölf Mal stand er in einem Doppelfinale. Seine höchsten Notierungen in der ATP-Weltrangliste erreichte er 1990 mit Position 50 im Einzel und Platz 5 im Doppel.
Sein bestes Abschneiden bei einem Grand-Slam-Turnier im Einzel erzielte er 1987 bei den Australian Open mit dem Einzug ins Achtelfinale. Im Doppel stand er 1989 im Finale der Australian Open; an der Seite von Darren Cahill unterlag er dort den US-Amerikanern Rick Leach und Jim Pugh.
Kratzmann spielte zwischen 1990 und 1991 auch drei Doppelpartien für die australische Davis-Cup-Mannschaft. An der Seite von Cahill trug er durch Doppelerfolge zum Finaleinzug gegen die Vereinigten Staaten bei; im Endspiel, das mit einer 2:3-Niederlage endete, traten dann allerdings Pat Cash und John Fitzgerald im Doppel an. Im Jahr darauf unterlag er mit Todd Woodbridge im Viertelfinale gegen das französische Doppel Guy Forget und Henri Leconte.

## Erfolge
| Legende                           |
| Grand Slam                        |
| Tennis Masters Cup                |
| ATP Masters Series (1)            |
| ATP International Series Gold (3) |
| ATP International Series (14)     |

### Doppel

#### Turniersiege
| Nr. | Datum            | Turnier           | Belag         | Partner           | Finalgegner                    | Ergebnis      |
| --- | ---------------- | ----------------- | ------------- | ----------------- | ------------------------------ | ------------- |
| 1.  | 23. August 1986  | Cincinnati        | Hartplatz     | Kim Warwick       | Christo Steyn Danie Visser     | 6:3, 6:4      |
| 2.  | 17. Oktober 1987 | Sydney            | Hartplatz (i) | Darren Cahill     | Boris Becker Robert Seguso     | 6:3, 6:2      |
| 3.  | 31. Oktober 1987 | Hongkong          | Hartplatz (i) | Jim Pugh          | Marty Davis Brad Drewett       | 6:7, 6:4, 6:2 |
| 4.  | 2. Januar 1988   | Adelaide          | Hartplatz     | Darren Cahill     | Carl Limberger Mark Woodforde  | 4:6, 6:2, 7:5 |
| 5.  | 9. Januar 1988   | Sydney Outdoor    | Hartplatz     | Darren Cahill     | Joey Rive Bud Schultz          | 7:6, 6:4      |
| 6.  | 17. Juni 1989    | Queen’s Club      | Rasen         | Darren Cahill     | Tim Pawsat Laurie Warder       | 7:6, 6:3      |
| 7.  | 5. August 1989   | Stratton Mountain | Hartplatz     | Wally Masur       | Pieter Aldrich Danie Visser    | 6:3, 4:6, 7:6 |
| 8.  | 7. Oktober 1989  | Brisbane          | Hartplatz     | Darren Cahill     | Broderick Dyke Simon Youl      | 6:4, 5:7, 6:0 |
| 9.  | 13. Januar 1990  | Sydney            | Hartplatz     | Pat Cash          | Pieter Aldrich Danie Visser    | 6:4, 7:5      |
| 10. | 3. März 1990     | Memphis           | Hartplatz (i) | Darren Cahill     | Udo Riglewski Michael Stich    | 7:5, 6:2      |
| 11. | 14. April 1990   | Tokio             | Hartplatz     | Wally Masur       | Kent Kinnear Brad Pearce       | 3:6, 6:3, 6:4 |
| 12. | 5. Mai 1990      | Singapur          | Hartplatz     | Jason Stoltenberg | Brad Drewett Todd Woodbridge   | 6:1, 6:0      |
| 13. | 22. Juni 1990    | Manchester        | Rasen         | Jason Stoltenberg | Nick Brown Kelly Jones         | 6:3, 2:6, 6:4 |
| 14. | 14. Juli 1990    | Newport           | Rasen         | Darren Cahill     | Todd Nelson Bryan Shelton      | 7:6, 6:2      |
| 15. | 11. August 1990  | Cincinnati        | Hartplatz     | Darren Cahill     | Neil Broad Gary Muller         | 7:6, 6:2      |
| 16. | 13. Februar 1993 | Mailand           | Teppich (i)   | Wally Masur       | Tom Nijssen Cyril Suk          | 4:6, 6:3, 6:4 |
| 17. | 20. Februar 1993 | Stuttgart         | Teppich (i)   | Wally Masur       | Steve DeVries David Macpherson | 6:3, 7:6      |
| 18. | 8. Januar 1994   | Adelaide          | Hartplatz     | Andrew Kratzmann  | David Adams Byron Black        | 6:4, 6:3      |

#### Finalteilnahmen
| Nr. | Datum            | Turnier            | Belag         | Partner           | Finalgegner                  | Ergebnis      |
| --- | ---------------- | ------------------ | ------------- | ----------------- | ---------------------------- | ------------- |
| 1.  | 15. Juni 1986    | Queen’s Club       | Rasen         | Darren Cahill     | Kevin Curren Guy Forget      | 2:6, 6:7      |
| 2.  | 2. November 1986 | Hongkong           | Hartplatz     | Pat Cash          | Mike DePalmer Gary Donnelly  | 6:7, 7:6, 5:7 |
| 3.  | 8. Januar 1989   | Adelaide (1)       | Hartplatz     | Glenn Layendecker | Neil Broad Stefan Kruger     | 2:6, 6:7      |
| 4.  | 29. Januar 1989  | Australian Open    | Hartplatz     | Darren Cahill     | Rick Leach Jim Pugh          | 4:6, 4:6, 4:6 |
| 5.  | 15. Oktober 1989 | Sydney Indoor      | Hartplatz (i) | Darren Cahill     | David Pate Scott Davis       | 3:6, 7:6, 5:7 |
| 6.  | 4. November 1990 | Paris Masters      | Teppich (i)   | Darren Cahill     | David Pate Scott Davis       | 7:5, 3:6, 4:6 |
| 7.  | 13. Januar 1991  | Sydney (1)         | Hartplatz     | Darren Cahill     | David Pate Scott Davis       | 6:3, 3:6, 2:6 |
| 8.  | 5. Januar 1992   | Adelaide (2)       | Hartplatz     | Jason Stoltenberg | Goran Ivanišević Marc Rosset | 6:7, 6:7      |
| 9.  | 17. Mai 1992     | Rom Masters (1)    | Sand          | Wayne Ferreira    | Jakob Hlasek Marc Rosset     | 4:6, 6:3, 1:6 |
| 10. | 16. Mai 1993     | Rom Masters (2)    | Sand          | Wayne Ferreira    | Jacco Eltingh Paul Haarhuis  | 4:6, 6:7      |
| 11. | 16. Januar 1994  | Sydney (2)         | Hartplatz     | Laurie Warder     | Darren Cahill Sandon Stolle  | 1:6, 6:7      |
| 12. | 17. Mai 1992     | Cincinnati Masters | Hartplatz     | Wayne Ferreira    | Alex O’Brien Sandon Stolle   | 7:6, 3:6, 2:6 |